# Stefan Niedzielak
Stefan Niedzielak (ur. 1 września 1914 w Podolszycach, obecnie dzielnica Płocka, zm. 20/21 stycznia 1989 w Warszawie) – polski ksiądz rzymskokatolicki, prałat, kapelan Armii Krajowej i WiN-u, współzałożyciel Rodziny Katyńskiej.

## II wojna światowa
Młody Stefan Niedzielak rok przed maturą przeprowadził się do Warszawy. Wstąpił tam do Metropolitalnego Seminarium Duchownego. Święcenia kapłańskie przyjął kilka miesięcy później od wybuchu II wojny światowej -  23 czerwca 1940 roku  z rąk biskupa Stanisława Galla.
W czasie okupacji niemieckiej posługiwał w parafiach Wiskitki i Bolimów oraz w Łowiczu. Należał do Armii Krajowej pod pseudonimem „Zielony”. Był kapelanem Łódzkiego Okręgu AK, kierował pracami Głównej Rady Opiekuńczej. Był współpracownikiem Delegatury Rządu na Kraj, dzięki czemu wcześnie poznał raport komisji Czerwonego Krzyża o zbrodni katyńskiej. Oprócz pełnienia funkcji kapelana, był także kurierem przewożącym zaszyfrowane komunikaty z Warszawy do Krakowa dla ks. abp. Adama Sapiehy. Latem 1944 przewiózł do Krakowa tzw. depozyt katyński, czyli dowody z przeprowadzonej przez Niemców ekshumacji grobów w Katyniu. Brał udział w powstaniu warszawskim.

## Polska Ludowa
Po zakończeniu wojny wstąpił do tajnej organizacji Wolność i Niezawisłość, której zadaniem było m.in. walka z sowietami. Na krótki czas Ksiądz został aresztowany. W 1946 r. powrócił do Warszawy i zaangażował się w odbudowę kościołów: kościół Świętej Trójcy na Solcu i kościół Wszystkich Świętych przy placu Grzybowskim.

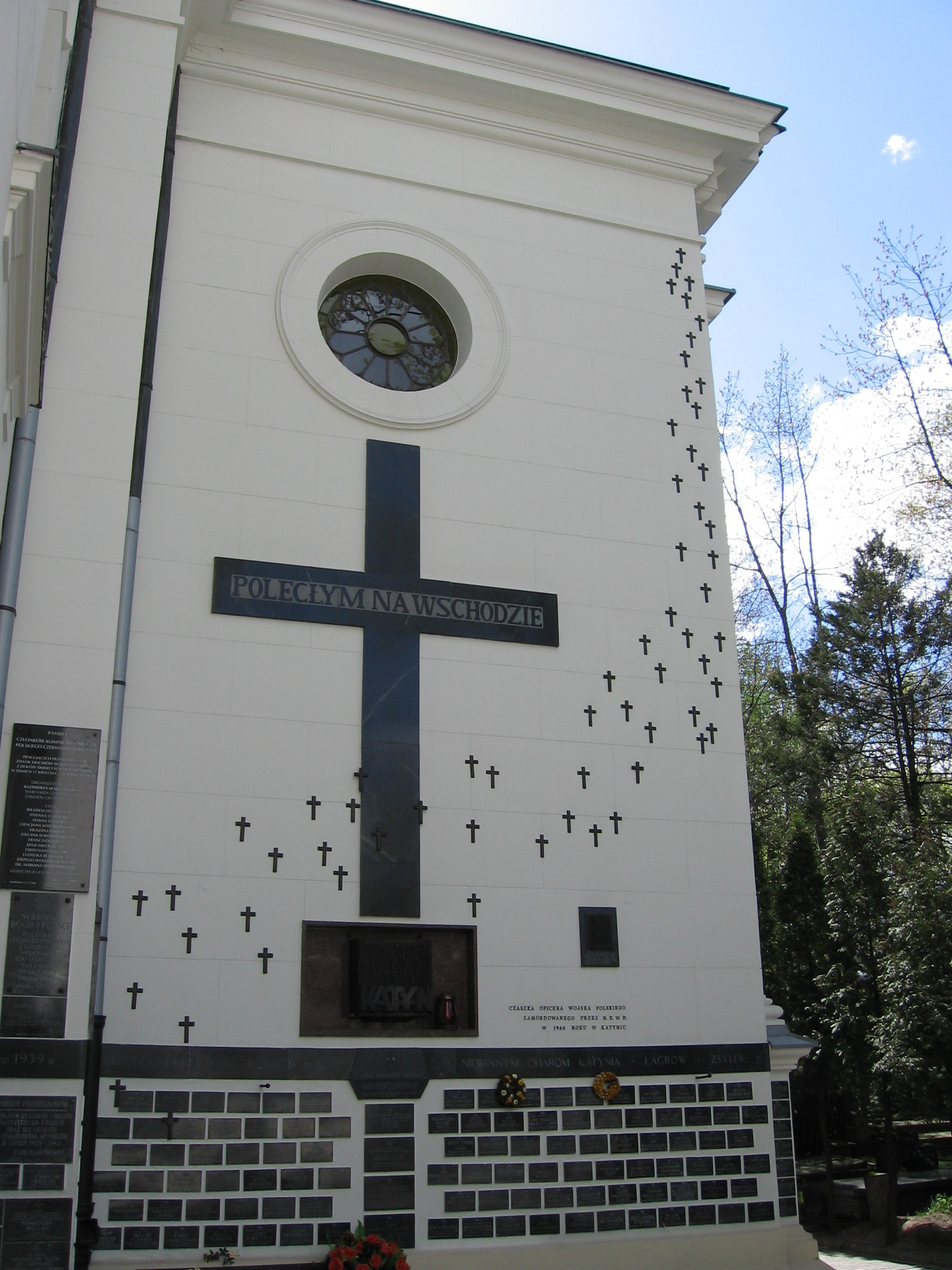
Sanktuarium „Poległym i Pomordowanym na Wschodzie”

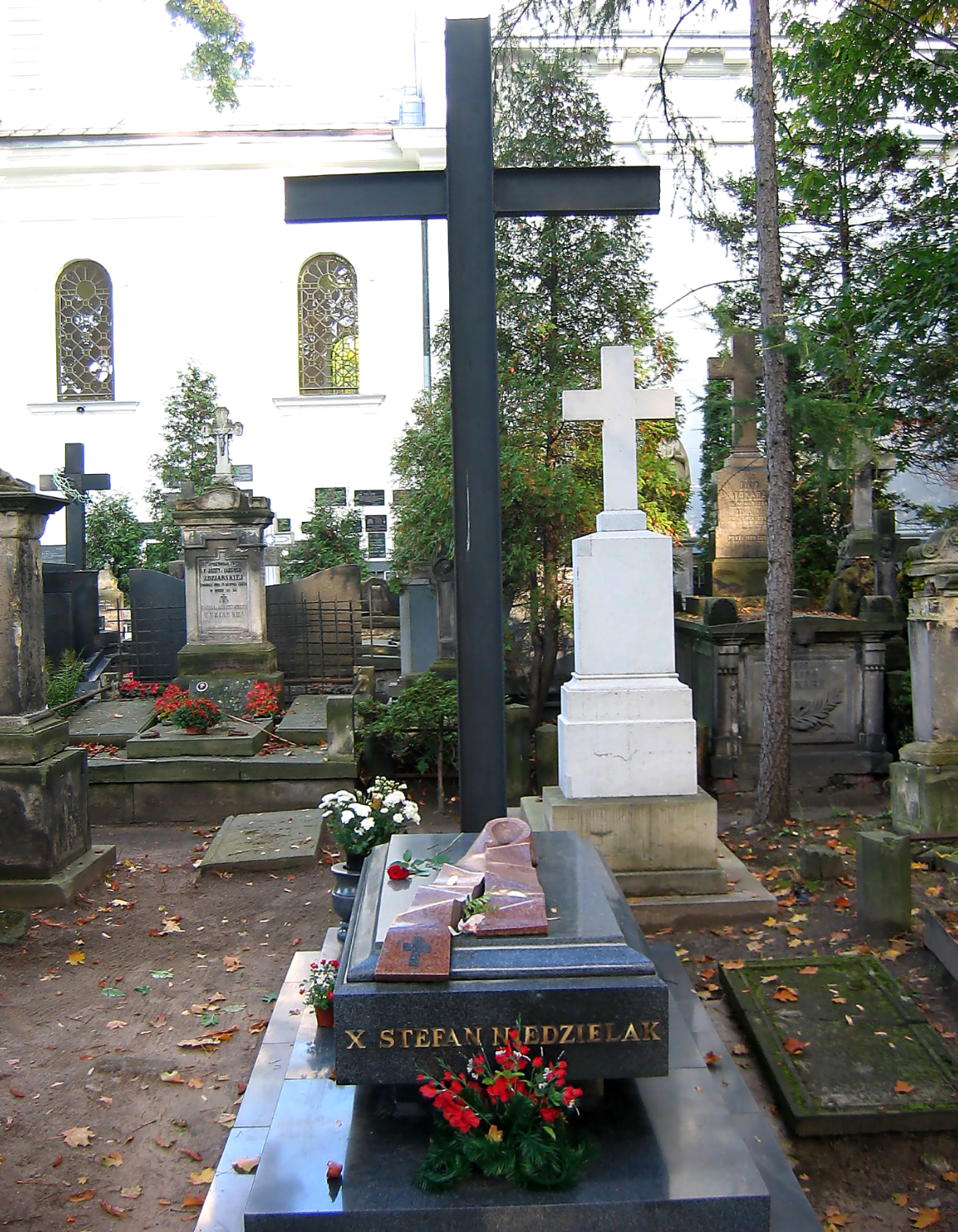
Nagrobek ks. Stefana Niedzielaka na cmentarzu Powązkowskim w Warszawie

W 1956 został proboszczem parafii św. Karola Boromeusza na warszawskich Powązkach. Od 1961 był proboszczem parafii Matki Bożej Loretańskiej na Pradze i jednocześnie duszpasterzem służby zdrowia. Od 1977 roku był ponownie proboszczem na Powązkach, gdzie zapoczątkował odprawianie mszy za Ojczyznę.
W latach osiemdziesiątych wraz z Wojciechem Ziembińskim zaczął tworzyć Sanktuarium „Poległym i Pomordowanym na Wschodzie” w kościele św. Karola Boromeusza na Powązkach. Został kapelanem Warszawskiej Rodziny Katyńskiej i upominał się o ujawnienie prawdy katyńskiej. Wspierał repatriantów z Rosji i Kazachstanu, organizował wysyłkę książek do Polaków żyjących w krajach dawnego Związku Radzieckiego.
Był inicjatorem wzniesienia Krzyża Katyńskiego na Cmentarzu Wojskowym na Powązkach (31 lipca 1981), który to pomnik SB jeszcze tej samej nocy usunęła. Za swoją działalność niepodległościową był nieustannie nękany i szykanowany, otrzymywał listy i telefony z pogróżkami, bezpieka wielokrotnie podejmowała próby zastraszenia go, pobicia czy porwania. 
Zginął zamordowany (prawdopodobnie ciosem karate) przez „nieznanych sprawców” w swojej plebanii na Powązkach w nocy z 20 na 21 stycznia 1989 roku. W Zakładzie Medycyny Sądowej Akademii Medycznej stwierdzono szereg zewnętrznych obrażeń w okolicy twarzy i głowy oraz złamanie kręgosłupa szyjnego, mimo to ówczesne ministerstwo spraw wewnętrznych wykluczało morderstwo. Sprawę śmierci kapłana umorzono 2 października 1990 roku, przyjmując wersję o śmiertelnym upadku z fotela. O zabójstwo podejrzewano SB. Jan Olszewski w swoich pracach sugerował udział KGB w morderstwie.
W czasie obrad Okrągłego Stołu mecenas Władysław Siła-Nowicki poprosił o uczczenie zamordowanych kapłanów: Stefana Niedzielaka i Stanisława Suchowolca minutą ciszy. Telewizja Polska usunęła ten moment z transmisji na antenie ogólnopolskiej.
Z akt sprawy zabójstwa ks. Stefana Niedzielaka w niejasnych okolicznościach zniknęły materiały zabezpieczone podczas sekcji zwłok i ślady zabezpieczone na miejscu zbrodni.
Pochowany na cmentarzu Powązkowskim (kwatera 11-6-6).

## Odznaczenia
W 2008 „za wybitne zasługi w działalności na rzecz przemian demokratycznych w Polsce, za osiągnięcia w pracy zawodowej i społecznej” został odznaczony pośmiertnie przez prezydenta Lecha Kaczyńskiego Krzyżem Komandorskim z Gwiazdą Orderu Odrodzenia Polski. W 2021 odznaczony pośmiertnie Krzyżem Wolności i Solidarności.